# ورخنی زوب
ورخنی زوب (انگلیسی: Verkhny Zub) یک قله در استان کمروو کشور روسیه است.